# Acraea chaeribula
Acraea chaeribula är en fjärilsart som beskrevs av Charles Oberthür 1893. Acraea chaeribula ingår i släktet Acraea och familjen praktfjärilar. Inga underarter finns listade i Catalogue of Life.